# لوکینگ‌گلاس (اورگن)
لوکینگ‌گلاس (به انگلیسی: Lookingglass) یک منطقهٔ مسکونی در ایالات متحده آمریکا است که در شهرستان داگلاس، اورگن واقع شده‌است. لوکینگ‌گلاس ۳۰٫۰ کیلومتر مربع مساحت و ۸۵۵ نفر جمعیت دارد و ۱۸۲ متر بالاتر از سطح دریا واقع شده‌است.